# Central nuclear de Trillo
La central nuclear de Trillo es una central nuclear de España situada junto al río Tajo, en el enclave denominado «Cerrillo Alto», del término municipal de Trillo, en la provincia de Guadalajara. Su emplazamiento dista 93 km de Madrid, 47 km de Guadalajara y 80 km de Cuenca. Las localidades más cercanas son el propio pueblo de Trillo, Henche, Gárgoles de Abajo, Azañón y Cifuentes. La planta es un importante foco de desarrollo económico y social en la región generando cerca de 1300 empleos en su área de influencia. Es propiedad de la Sociedad Centrales nucleares Almaraz-Trillo (CNAT), formada por las empresas * Iberdrola (49%), Unión Fenosa (34,5 %), Iberenergía (15,5 %) y Endesa (1%).

## Historia
Su acoplamiento a la red se dio el 23 de mayo de 1988 y el inicio de la operación comercial el 6 de agosto de 1988, siendo la última central nuclear en entrar en funcionamiento en España. El 22 de abril de 2013 se alcanzaron los 200 TWh de producción acumulada.
La central nuclear de Trillo fue concebida como una central de base, es decir, de funcionamiento ininterrumpido y alto grado de disponibilidad. En condiciones normales de operación, alcanza una producción del orden de 8.000 GWh/año. Esta energía representa un 40 % de la potencia hidráulica instalada en 34 centrales hidroeléctricas en la cuenca del río Tajo. Trillo consigue una utilización del 80 % de su potencia, frente al 30 % del parque hidráulico del Tajo.
El reactor nuclear de Trillo, un reactor de agua a presión (PWR) con una potencia instalada de 1067 MWe, pertenece a la denominada tercera generación de centrales nucleares españolas. Su diseño es de la firma alemana Siemens AG-KWU. Existen centrales con tecnología similar a Trillo, en pleno funcionamiento, en Alemania, Suiza (Central Nuclear de Gösgen) y Brasil. El 85 % de la inversión realizada es de origen español, lo que ha constituido el porcentaje máximo alcanzado en este tipo de proyectos. La ingeniería superó el 70 %, los equipos el 66 %, siendo totalmente nacionales apartados tan importante como la obra civil y el montaje. A diferencia de las otras centrales españolas en funcionamiento, que son de diseño estadounidense, la central nuclear de Trillo es de diseño alemán, aunque muchos de sus componentes tienen procedencia nacional ya que fueron fabricados por Ensa.
Esta central utiliza cada año una media de 80 toneladas de óxido de uranio enriquecido con uranio-235 para llevar a cabo la producción eléctrica. Durante el año 2020 la producción neta de la central nuclear de Trillo fue de 7.729,61 millones de kWh y la producción bruta fue de 8275,82 millones de kWh. Estos datos suponen el 15% de la producción nuclear española y el 3% de la producción eléctrica nacional.

## Gestión

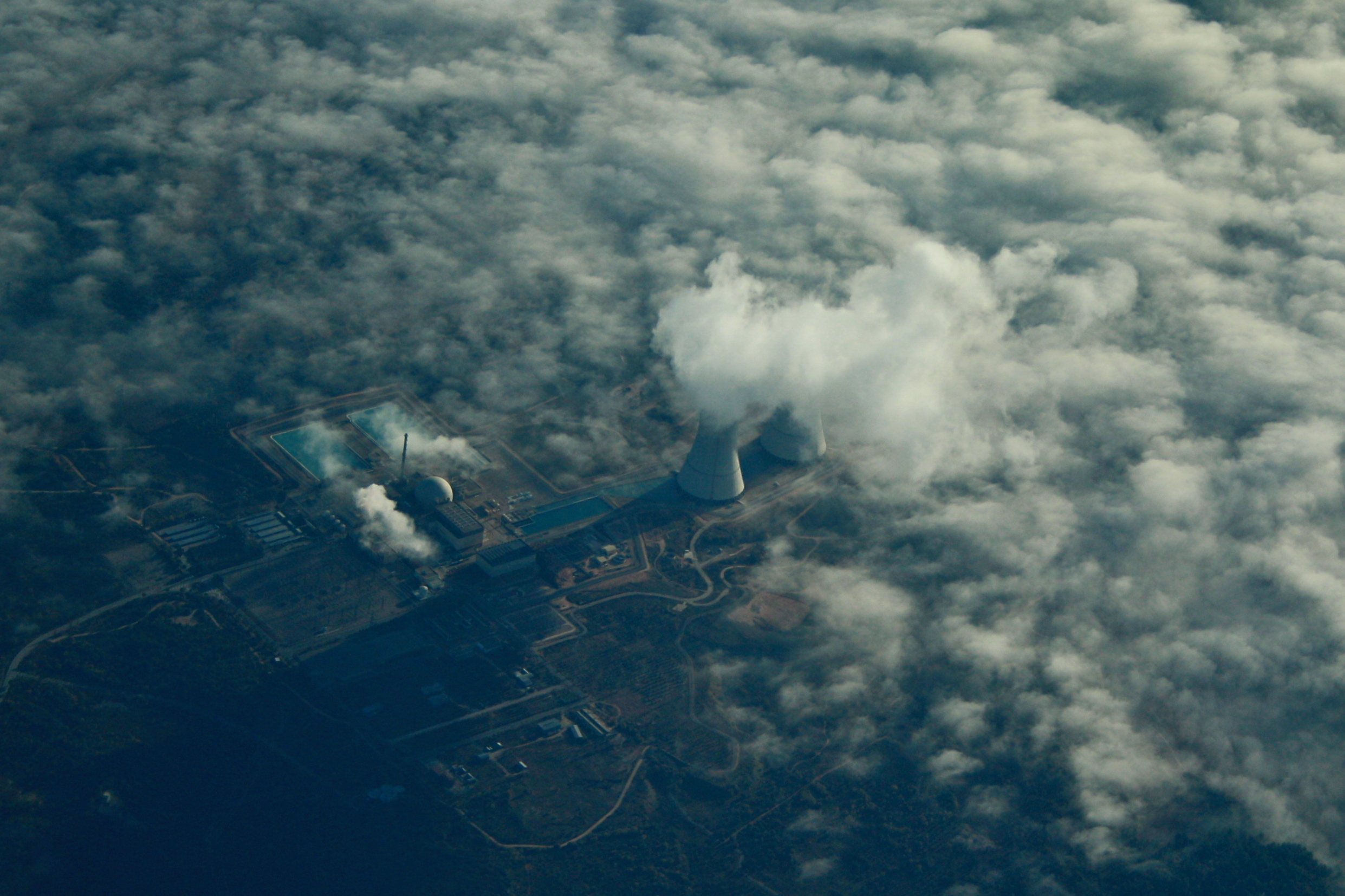
Vista aérea de la central tomada desde un vuelo civil de Iberia

Está operada por la sociedad Centrales nucleares Almaraz-Trillo (CNAT), que gestiona también la central nuclear de Almaraz.
- Iberdrola (49%)
- Unión Fenosa (34,5 %)
- Iberenergía (15,5 %)
- Endesa (1%)

## Combustible

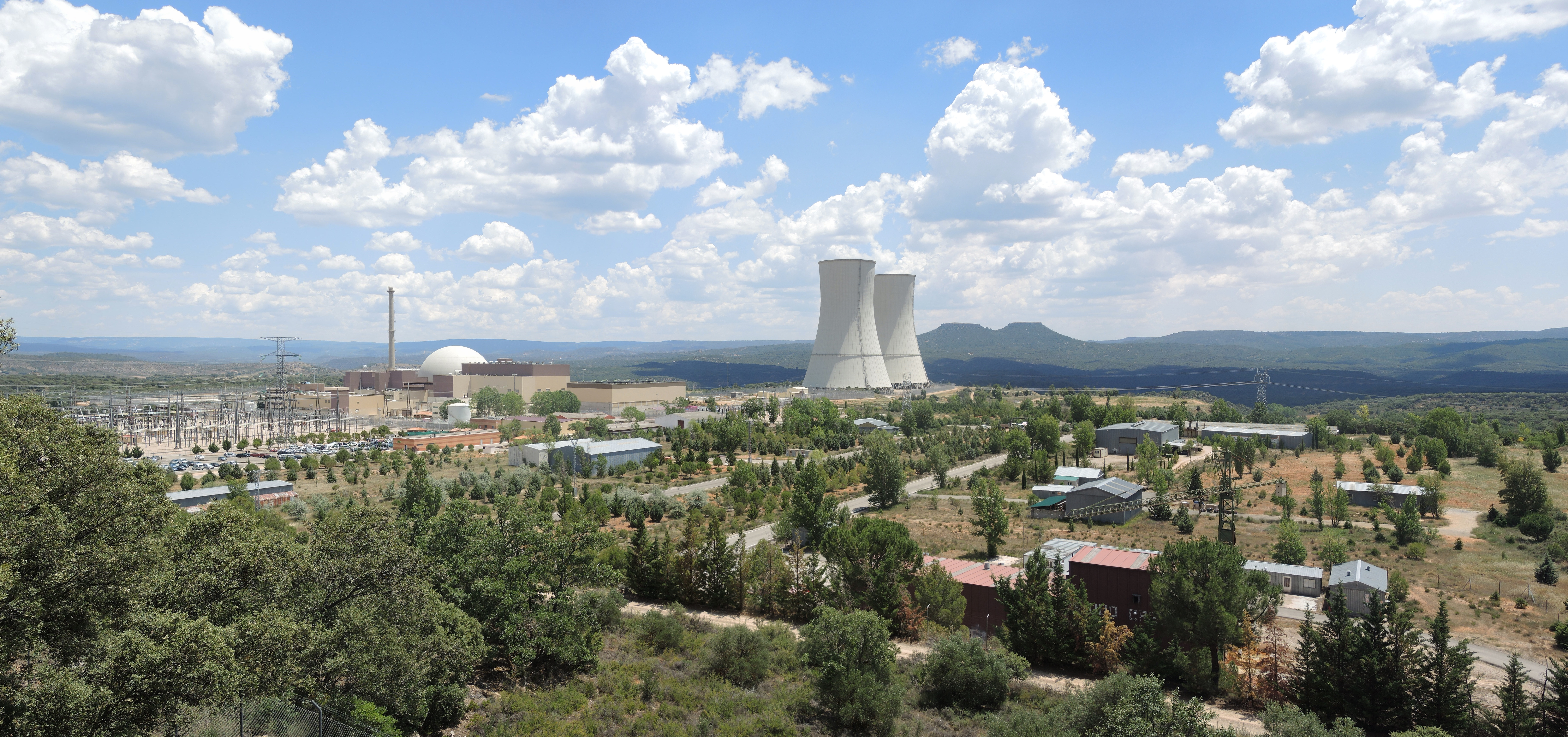
Vista de la central en 2014

La central utiliza anualmente 80 toneladas de óxido de uranio enriquecido en U-235, en una proporción media aproximadamente el 3,7 %.
Este combustible se presenta en forma de pastilla cerámicas apiladas en unos tubos o vainas de aleación metálica de un poco más de 4 metros de longitud. Las vainas, a su vez, se agrupan en haces de 236 unidades, denominados “elementos combustibles”. En la vasija del reactor se alojan un total de 177 de estos elementos. En 52 de ellos se incorporan conjuntos de 20 varillas de las llamadas “barras de control”. También se dispone de otras varillas adicionales con instrumentación de medida y supervisión.
La recarga del reactor se realiza de forma periódica, sustituyéndose una tercera parte de los elementos combustibles. El combustible gastado es almacenado en una piscina especialmente para este fin y situada dentro del edificio del reactor.
Comparativamente, un día de producción de esta central equivale al consumo de 34 000 barriles de petróleo en una central de fuel de la misma potencia y 6.850 toneladas diarias de carbón en una térmica convencional.
La piscina de combustible gastado situado dentro del recinto de contención, alberga una estructura reticular donde se colocan los elementos combustibles gastados inmersos en agua. Esta estructura se amplía en 1996 mediante la construcción de nuevos bastidores, obteniendo 213 nuevas posiciones, lo que permitirá su utilización hasta el año 2001. Esta operación es conocida como Reracking.

## Almacén temporal individualizado (ATI)
Desde 2002 en la central nuclear de Trillo se gestionan en el Almacén Temporal Individualizado. A 30 de junio de 2021 hay almacenados en su interior 36 contenedores para uso exclusivo del combustible gastado de esta Planta. : 32 son contenedores metálicos DPT (de doble propósito: almacenamiento y transporte) y 4 son ENUN32P.